# صمدیه (کتاب)
صمدیه یا الفوائد الصمدیه کتابی است به تالیف شیخ بهائی در علم نحو و قواعد عربی که در قرن یازدهم هجری تالیف شده است. این کتاب به زبان عربی است و امروزه در حوزه‌های علمیه شیعه از کتب درسی می‌باشد.

## ویژگی های کتاب
از ویژگی های این کتاب، نثر لطیف و ادبیات محققانه است. اختصار این کتاب سبب شده تا اموزش این کتاب سخت تر  شود.چون شیخ با بیان قسمتی از مساله موجبات این را که مدرس کتاب مساله را از ابتدا بگوید ایجاد کرده و همچنین با بیان تمثیل از اقسام برخی چیز ها مثل حذف خبر مبتدا نوشتن توضیح را سخت کرده شیخ بهایی این کتاب را با یک مقدمه و پنج  فصل (که به عنوان حدیقه -یعنی باغ- نامگذاری شده است) شکل داده است. طبق آنچه خود شیخ بهایی در مقدمه کتاب آورده است، این کتاب برای برادر شیخ بهائی «عبدالصمد» تالیف شده است. از آنجا که شیخ بهائی، عالم علم نحو بوده و در صدد نوشتن کتابی موجز بوده که در همین راستا که شم نحوی طلاب را افزایش دهد نظرات مختلف نحویون را در برخی جاها گفته است ، در کتاب صمدی او، شاهد جمع آوری نظرات عالمان علم نحو هستیم.

## ساختار کتاب
مطالب این کتاب در چهار بخش کلی اسماء، افعال، مباحث جمله و مفردات تقسیم بندی می شود که از جمله مطالب آنها:
- تعریف کلمه و کلام
- تعریف فعل و مختصات آن
- تعریف حرف و مختصات آن
- تقسیمات اسم
- معرب و مبنی
- مرفوعات
- مونث آوردن فعل
- اقسام خبر
- نواسخ مبتدا و خبر
- موارد حذف فعل در مفعول مطلق
- مجرورات
- بازگشت ضمیر
- اسمائی که مانند فعل عمل می کنند
- در افعال
- نواصب
- جوازم
- عمل نکردن افعال قلوب
- باب تنازع عاملین
- مباحث جمله و توابع آن
- جملاتی که محل اعراب دارند
- جملاتی که محل اعراب ندارند
- جمله خبریه
- جمله حالیه
- جمله مفعول بها
- جمله مضافٌ‌الیه
- جمله جواب شرط
- جمله تابع از مفرد
- مفردات

## شروح
بر این کتاب، شرح‌های بسیاری نگاشته شده است، از جمله:
- «الحدائق الندیه فی شرح فوائد الصمدیه»، سید علی خان بن احمد مدنی ملقب به سید علی خان کبیر
- «شرحی بر جامع المقدمات»، محمدعلی غزنوی ملقب به مدرس افغانی[۳]
- «الکلام المفید للمدرس و المستفید فی شرح الصمدیه» محمدعلی غزنوی ملقب به مدرس افغانی[۳]
- «شرح صمدیه» سید صادق شیرازی
- «الدره الثمینه فی شرح الصمدیه»، محمدجواد ذهنی تهرانی
- «القواعد العربیه فی شرح الفوائد الصمدیه»، علی حسینی
- «شرح الصمدیه»، صادق مهدی حسینی
- «شرح نموداری صمدیه»، مرتضی نظری